# Dolmen von Kercoat

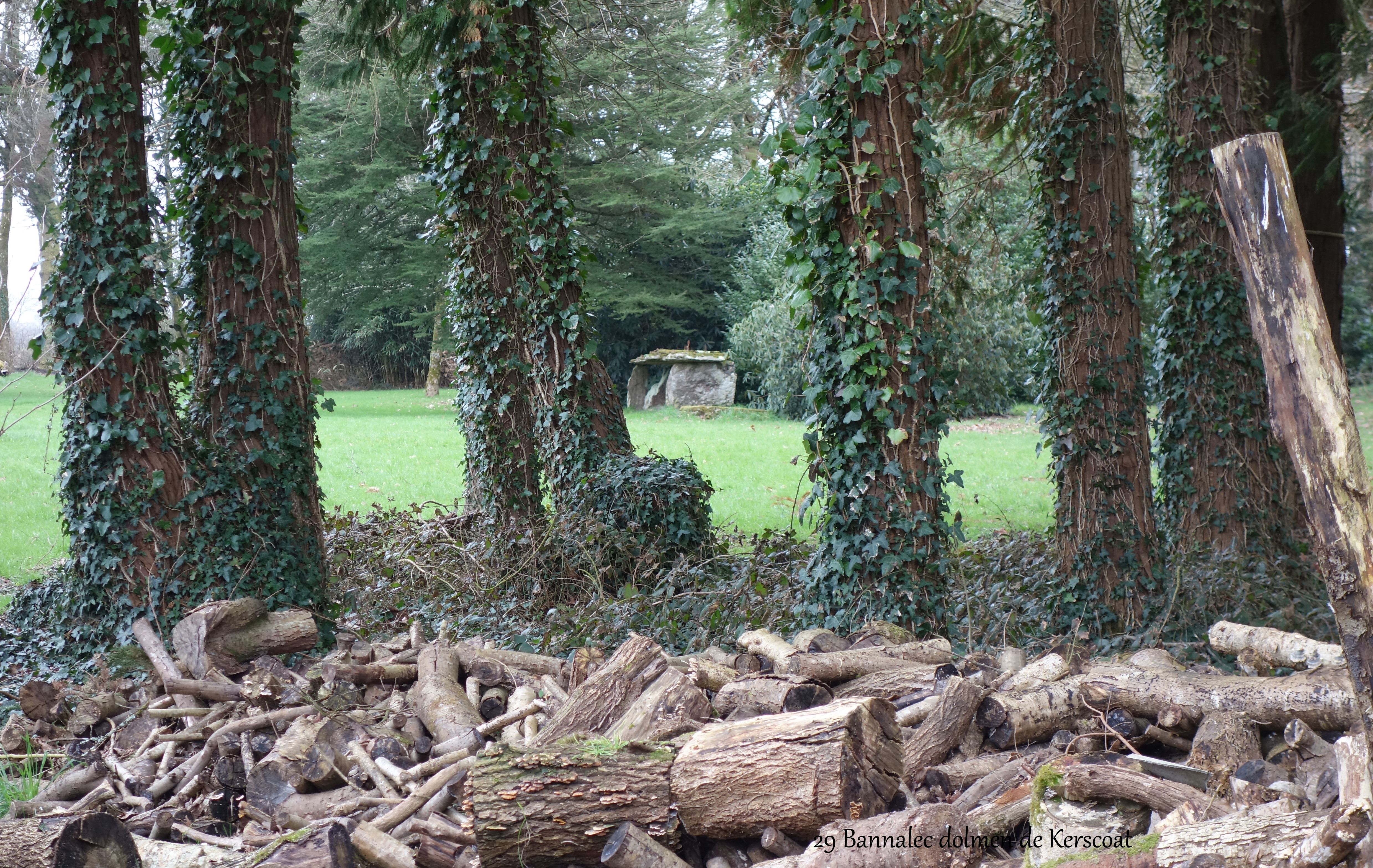
Dolmen von Kercoat

Der Dolmen von Kercoat liegt in einem kleinen Wald namens Opidum beim Hof Le Quillio, südlich von Bannalec bei Quimperlé im Département Finistère in der Bretagne in Frankreich. Dolmen ist in Frankreich der Oberbegriff für neolithische Megalithanlagen aller Art (siehe: Französische Nomenklatur).
Der kleine rekonstruierte Dolmen aus sehr dünnen Platten hat einen grazilen Deckstein, der auf drei Tragsteinen liegt.
In der Nähe liegt der Dolmen von Kerscao.